# Giardinetti (stacja metra)
Giardinetti – stacja na linii C metra rzymskiego. 
Znajduje się na skrzyżowaniu via Casilina i via degli Orafi, obsługując obszar miejski Giardinetti.
Po zamknięciu odcinka Giardinetti-Pantano dawnej linii kolejowej Rzym-Fiuggi wybudowano nową stację końcową w pobliżu , która znajduje się prawie kilometr od stacji metra.

## Historia
Budowa wystartowała w 2007. Stacja została otwarta 9 listopada 2014.